# Louise Julie de Mailly-Nesle
Louise Julie de Mailly Nesle, condesa de Mailly (1710-París, 1751) fue la mayor de las cinco hermanas de Nesle, cuatro de las cuales fueron amantes del rey Luis XV, en su caso lo fue de 1732 a 1742.

## Primeros años, familia y matrimonio
Louise Julie nació como la primera de las cinco hijas de Louis de Mailly, marqués de Neslé y de Mailly, príncipe de Orange (1689-1767) y su esposa, Armande Félice de La Porte Mazarino (1691-1729). Sus padres se casaron en 1709. Su madre era hija de Paul Jules de La Porte, duque de Mazarino y de La Meilleraye (1666-1731), hijo de la famosa aventurera, Hortensia Mancini, sobrina del cardenal Mazarino. Louise Julie tenía cuatro hermanas menores:
- Pauline Félicité de Mailly-Nesle, Mademoiselle de Nesle, marquesa de Vintimille (1712-1741)
- Diane-Adélaïde de Mailly, Mademoiselle de Montcavrel, duquesa de Lauraguais (1713-1760)
- Hortense Felicité de Mailly-Nesle, Mademoiselle de Chalon, marquesa de Flavacourt (1715-1763)
- Marie-Anne de Mailly-Nesle, Mademoiselle de Monchy, duquesa de Châteauroux (1717-1744)

La única de las hermanas Nesle en no convertirse en amante de Luis XV fue la marquesa de Flavacourt. Louise Julie fue la primera de las hermanas en atraer al rey seguida por Pauline Felicité, pero fue Marie Anne la que mejor pudo manipular al rey y obtener un gran poder político.
Louise Julie tenía una media hermana menor, Enriqueta de Borbón (1725-1780), Mademoiselle de Verneuil, fruto de la relación de su madre con el duque de Borbón, primer ministro de Luis XV desde 1723 hasta 1726.
Durante su juventud, Louise Julie fue conocida como Mademoiselle de Mailly. El 31 de mayo de 1726 se casó con su primo Louis Alexandre de Mailly, conde de Mailly (1694-1743). Al igual que los de sus hermanas, fue un matrimonio de conveniencia y en contra de su deseo, que no fue feliz.

## Amante secreta
En 1729 su madre murió y Louise Julie la reemplazó como dama de honor de la reina. En la corte, Louise se enamoró del rey y pacientemente buscó llamar su atención. Según los informes, trascurrieron años antes de su primer beso y durante toda la relación, ella fue la más atrevida y activa de los dos. En 1732, con la aprobación de su marido, se convirtió en la amante del soberano. Fue descrita como una belleza delgada, de rostro ovalado y ojos oscuros. Diseñaba sus propios vestidos sugerentes para sus encuentros con el rey y con frecuencia llevaba su cabello negro recogido con diamantes, sin embargo, carecía de elegancia natural. De buen carácter, ingeniosa en las reuniones sociales, comprensiva con los demás y amante apasionada y sincera, carecía por completo de ambición e interés en la política y verdaderamente "no quería nada más que el amor de Luis XV, a quien adoraba".

Sin embargo, no fue reconocida como maitresse en titre hasta 1738. Hasta entonces, su romance fue secreto y su identidad desconocida. El adulterio contaba con la aprobación del cardenal Fleury, porque Mailly no estaba interesada en política. La reina trató infructuosamente de averiguar quién era la amante. En 1737, tras su último parto, a la soberana le dijeron los médicos que otro parto podría suponer la muerte, así que la relación del matrimonio terminó y este terminó toda relación conyugal con ella apartándola de su vida. Las especulaciones sobre la identidad de la amante aumentaron en la corte. Se supo que ella lo visitaba en sus aposentos privados por la noche, cubierta con una capa con capucha, para ocultar su rostro si se encontraba con alguien en los pasillos. En el verano de 1738, Gabriel Bicheher detuvo a Mailly una noche en su camino a las habitaciones del rey, y le bajó la capucha, exponiendo su rostro a dos de las damas de la reina, la cual esperaba cerca. Probablemente fue iniciativa de los cortesanos que deseaban conocer un canal alternativo hacia el rey, ahora que la reina había perdido su influencia sobre él.

## Favorita oficial
Tras el incidente, el 14 de julio de 1738 el rey "declaró su pasión" y reconoció a Louise Julie como amante oficial cenando con ella ante la corte en el castillo de Compiègne. Después se le dieron habitaciones al lado de los apartamentos del rey y actuaba como anfitriona en los bailes y fiestas privados celebrados en los palacios reales de Versalles, Choisy y La Muette.
El nuevo estatus no era del agrado de Louise, que hubiera preferido que su relación continuara en la intimidad. Poco después, en ese mismo 1738, recibió una carta de su hermana menor, Pauline Felicité, en la que le pedía ser invitada a la corte. Louise Julie concedió el deseo de su hermana, pero a su llegada a la corte, esta procedió a seducir al rey y se convirtió en su nueva amante.
Mientras Madame de Mailly era la amante oficial, el rey se enamoró de la ambiciosa Pauline Felicité y arregló su matrimonio con el marqués de Vintimille. Incluso le otorgó el castillo de Choisy-le-Roi, como regalo. Madame de Vintimille quedó pronto embarazada del rey, y murió al dar a luz un hijo ilegítimo en 1741. Posteriormente, el mejor amigo del rey, el manipulador duque de Richelieu, comenzó a buscar una nueva candidata que satisfaciese los deseos de su amigo real, ya que no deseaba que Madame de Mailly recuperase el afecto del rey. Finalmente se decidió por la hermana menor de Madame de Mailly y Madame de Vintimille, Marie Anne, viuda del marqués de La Tournelle.
En un baile de máscaras el Martes de Carnaval, en 1742, Richelieu llevó a Marie Anne hacia el rey y los presentó. La hermosa marquesa, sin embargo, en un primer momento rechazó las insinuaciones reales. Ella ya tenía un amante, el joven duque de Agénois (después duque de Aigillon), y no estaba dispuesta a renunciar a él, ni siquiera a favor del rey. Como resultado de ello, Luis conspiró con Richelieu, que era tío de Agénois, para librarse de él. Richelieu estaba muy ansioso de hacer algo para lograr una relación entre el rey y Madame de La Tournelle porque sabía que Madame de Mailly no lo veía amablemente. El resultado final de sus deliberaciones fue que Luis, a imitación del David bíblico, envió a su rival a luchar contra los austríacos en Italia. Sin embargo, más afortunado que el marido de Betsabé, el duque de Agénois solo resultó herido, y regresó a la corte con gloria.
Luis estaba desesperado, pero Richelieu, que era un hombre de recursos, no aceptó una ligera derrota. Envió a su sobrino al Languedoc, donde una hermosa joven había sido instruida para seducirlo. Intercambiaron apasionadas cartas, y ella entregó las recibidas a Richelieu, que a su vez se encargó de hacerlas llegar a la marquesa. La Tournelle, furiosa por el engaño, abandonó a su amante y dirigió su atención al rey aceptando la sugerencia de Richelieu y Soubise.

## Caída en desgracia y últimos años
Marie Anne no estaba enamorada pero decidió aprovechar para medrar. Sin embargo, presentó ciertas condiciones antes de su consentimiento. Solicitó a Luis que la cortejara públicamente y se negó a acostarse con él hasta que no le demostrara su amor otorgándole el título de duquesa y su correspondiente pensión, una casa "tan suntuosa como la de Madame de Montespan" donde ella podría entretenerle de acuerdo a su regia posición, la garantía de que cualquier niño nacido de la relación sería provisto y legitimado, y el despido de su hermana de la corte y la trasmisión de su título de favorita real a ella. Esto era completamente nuevo para el soberano, pues ninguna de sus anteriores amantes le había exigido que la cortejara ni hiciera nada a cambio de sus favores. Richelieu le animó a cumplir los requisitos mostrándole a Marie Anne como una amante real de la que estar orgulloso: delgada y de rostro ovalado como Louise, Marie Anne era sin embargo rubia, pálida, de ojos azules y elegante, con un carácter altanero y ambicioso como Pauline Felicité, cualidades todas ellas más apreciadas entre los cortesanos. El cardenal Fleury, el todopoderoso primer ministro, trató de intervenir porque prefería a Madame de Mailly antes que a su hermana más ambiciosa y que seguro interferiría en la administración. Luis le contestó que le había dado el control sobre los asuntos políticos del reino, no sobre su vida personal.
Durante el cortejo, Luis se comportó cada vez más fríamente con Louise Julie, no dudando en contarle sus expectativas de seducción sobre su hermana durante la cena hasta hacerla llorar. Cada vez que le insinuaba que debía partir, Louise, que aun le amaba, le pedía permanecer unos días más, a lo que él no se atrevía a negarse. El 2 de noviembre de 1742 el soberano dio por satisfecha la primera demanda y ordenó retirar los muebles de Louise de sus aposentos. Ella volvió a suplicarle un día más durante la cena, pero al día siguiente se negó a partir. Richelieu la visitó para aconsejarle que se fuera, por respeto a su propia dignidad y como un deber para con su soberano. Derrotada, Louise accedió. 
Abandonó Versalles en el carruaje de su fiel amiga María Victoria de Noailles, quien le ofreció refugio. En sus últimos años se retiró a un convento, dedicada a la oración y los actos de caridad.

## En la ficción
- Louise, así como sus hermanas, tienen un papel en la novela "Luis, el bienamado" (1959), la primera en una trilogía sobre las vidas de Luis XV y Luis XVI por el autor inglés Jean Plaidy .[3]
- Louise Julie es uno de los personajes principales de Las hermanas de Versalles (Simon & Schuster 2015) de Sally Christie, una novela sobre Luis XV y las famosas hermanas Mailly-Nesle.[4]